# Corcelles-en-Beaujolais
Corcelles-en-Beaujolais là một xã thuộc tỉnh Rhône trong vùng Auvergne-Rhône-Alpes phía đông nước Pháp. Xã này nằm ở khu vực có độ cao trung bình 198 mét trên mực nước biển.